# Sère
Sère település Franciaországban, Gers megyében. Lakosainak száma 77 fő (2022. január 1.). Sère Aussos, Bellegarde, Bézues-Bajon, Meilhan és Monties községekkel határos.

## Népesség
A település népessége az elmúlt években az alábbi módon változott:
| Lakosok száma | 137  | 119  | 101  | 92   | 85   | 78   | 77   | 80   | 79   | 77   |
|               | 1968 | 1982 | 1990 | 2006 | 2013 | 2015 | 2017 | 2019 | 2020 | 2022 |